# El ascenso de Nueve
El ascenso de Nueve (The Rise of Nine en idioma inglés) es una novela literaria juvenil de ciencia ficción y la tercera parte de la serie Los legados de Lorien escrita por James Frey y Jobie Hughes bajo el pseudónimo de Pittacus Lore.
El libro es la secuela de El poder de Seis y fue publicado en el 2013 por la editorial HarperCollins Publishers.

## Resumen
- Los Números se preparan para la lucha, aunque primero deben reunirse. Marina, Seis, Ella, y su cêpan, Crayton, se encargan de viajar a la India en la búsqueda del Número Ocho. Mientras, John y Nueve, en Estados Unidos, compiten tratando de averiguar quién de ellos es Pittacus Lore. El poder de los Números unidos nos salvará.
- El libro también trata sobre la desaparición de Sarah, la novia de John, así como sobre la reclusión de Sam y sus intentos por salvarlos.
- El clímax de la historia se da cuando los Números penetran en las instalaciones mogadorianas, donde se dan cuenta de que la batalla aún está lejos, que necesitan entrenar más, y que aún les falta un Número. La derrota de la Garde a manos de Setrákus Ra y la búsqueda del lórico restante abren el siguiente libro: La Caída de Cinco.

## Personajes
- John Smith. Es uno de los narradores. Es un adolescente rubio y alto y, según Marina, muy agraciado. Tiene talante de líder. Número Cuatro es el mejor amigo de Sam Goode y no se perdona haberlo abandonado. Siente atracción por Seis, a pesar de ser el novio de Sarah, una chica humana.
- Seis. En El ascenso de nueve narra la historia en primera persona. Es estricta, fría, y muy calculadora. Tiene grandes dotes en el arte de la luche. Está atraída por dos personajes protagonistas: Cuatro y Sam Goode. Se revela que uno de sus nombres humanos fue Maren Elizabeth.
- Marina. Narra la historia en primera persona a partir de El poder de seis. Vive prácticamente en un convento de monjas desde que llegó a la Tierra, y solamente abandona éste cuando se revela que Ella es un Número. Sus legados, de carácter generalmente curativo y de apoyo, son imprescindibles para el resto de La Garde, a pesar de que es una negada para el combate.
- Nueve. Nueve es liberado al final de El poder de seis de una prisión mogadoriana en Virginia Occidental. Resulta ser prepotente y engreído, pero sus legados son de gran utilidad. Su carácter roza primeramente con el de Cuatro pero luego se acostumbran el uno al otro. Cuando su cêpan vivía, ambos tenían un enorme piso en Chicago rompiendo el típico carácter itinerante y la precaución por esconderse de los demás Números. Su voz no se oye en El ascenso de nueve.
- Ocho. Número Ocho es considerado como un Dios en la India, a causa de un legado que le permite cambiar de forma. Cuando se reúne con los Números comienza una batalla debido a una emboscada mogadoriana, pero Ocho es ayudado por sus creyentes, y con su legado de transportación escapan de la escena. Es víctima de una profecía que dice que morirá atravesado por una espada.
- Ella. Ella es Número Diez. Tiene aproximadamente once años. Sus legados son los responsables de encontrar a Seis. En la batalla en la base Dulce es capaz de hacer retroceder a Setrákus Ra, deteniendo una derrota inminente de la Garde, a pesar de que unos instantes antes es casi revivida por Cuatro.
- Crayton. Cêpan no oficial de Ella que ayuda a Marina a escapar del convento. Consiguió localizar a Ocho en la India, y guía a su grupo de Números hasta su encuentro.
- Bernie Kosar. Es una quimera procedente de Lorien. En su forma habitual es un beagle cuyo dueño es John. Es capaz de cambiar de forma, lo cual es crucial para la Garde, ya que está dispuesto a protegerla con su vida. Era la quimera del abuelo de John.

- Datos: Q608378